# Challenger de Lyon
El Open Sopra Steria de Lyon es un torneo de tenis celebrado en Lyon, Francia desde 2016. El evento es parte de la ATP Challenger Tour y se juega en pistas de tierra batida al aire libre.

## Palmarés

### Individuales
| Año  | Campeón               | Finalista           | Resultado        |
| ---- | --------------------- | ------------------- | ---------------- |
| 2016 | Steve Darcis          | Thiago Monteiro     | 3–6, 6–2, 6–0    |
| 2017 | Félix Auger-Aliassime | Mathias Bourgue     | 6-4, 6-1         |
| 2018 | Félix Auger-Aliassime | Johan Tatlot        | 6-7(3), 7-5, 6-2 |
| 2019 | Corentin Moutet       | Elias Ymer          | 6-4, 6-4         |
| 2020 | No se disputó         | No se disputó       | No se disputó    |
| 2021 | Pablo Cuevas          | Elias Ymer          | 6-2, 6-2         |
| 2022 | Corentin Moutet       | Pedro Cachín        | 6-4, 6-4         |
| 2023 | Felipe Meligeni Alves | Alexander Ritschard | 6-4, 0-6, 7-6(7) |
| 2024 | Hugo Gaston           | Alexandre Müller    | 6-2, 1-6, 6-1    |

### Dobles
| Año  | Campeones                              | Finalistas                         | Resultado               |
| ---- | -------------------------------------- | ---------------------------------- | ----------------------- |
| 2016 | Grégoire Barrère Tristan Lamasine      | Jonathan Eysseric Franko Škugor    | 2–6, 6–3, [10–6]        |
| 2017 | Sander Gillé Joran Vliegen             | Gero Kretschmer Alexander Satschko | 6(2)-7, 7-6(2), [14-12] |
| 2018 | Elliot Benchetrit Geoffrey Blancaneaux | Hsieh Cheng-peng Luca Margaroli    | 6-3, 4-6, [10-7]        |
| 2019 | Philipp Oswald Filip Polášek           | Simone Bolelli Andrea Pellegrino   | 6-4, 7-6(2)             |
| 2020 | No se disputó                          | No se disputó                      | No se disputó           |
| 2021 | Martín Cuevas Pablo Cuevas             | Tristan Lamasine Albano Olivetti   | 6-3, 7-6(2)             |
| 2022 | Romain Arneodo Jonathan Eysseric       | Sander Arends David Pel            | 7-5, 4-6, [10-4]        |
| 2023 | Manuel Guinard Grégoire Jacq           | Constantin Frantzen Hendrik Jebens | 6-4, 2-6, [10-7]        |
| 2024 | Manuel Guinard Grégoire Jacq           | Markos Kalovelonis Vladyslav Orlov | 4-6, 6-3, [10-6]        |